# 焦長發
焦長發（？—1782年），直隸曲陽縣人，清朝政治人物。

## 生平
乾隆三十七年（1772年）壬辰科進士。乾隆四十五年（1780年）七月由閩縣知縣調任臺灣府彰化縣知縣。乾隆四十六年（1781年）護理台灣府淡水撫民同知及台灣府北路理番同知。翌年，因放任漳泉械鬥遭革職拿問，最後被處決。